# Caniçal
Caniçal est une freguesia portugaise située dans le municipe (concelho) de Machico, dans la région autonome de Madère.
Sa population est de 3 893 habitants (2001) pour une superficie de 11,46 km2. Densité : 339,7 hab/km2. Elle se trouve à une latitude de 32° 44′ nord et à la longitude 16° 44′ ouest. Elle donne sur l'océan Atlantique au nord et au sud, et sur la montagne à l'ouest. La principale activité est la pêche. Elle fut élevée à la catégorie de vila en 1994. C'est ici que fut créée la zone franche et industrielle de Madère.
Caniçal a été à partir de 1940 un centre de pêche à la baleine. Cette activité a cessé lorsqu'en 1981 le Portugal a ratifié les accords de Washington sur les espèces protégées. On peut aujourd'hui visiter sur place le musée de la Baleine (Museu da Baleia). Il s'y trouve aussi le complexe touristique Quinta do Lorde, composé d'un hôtel club, d'un restaurant, d'une marina et d’un organisme qui propose des activités marines comme la plongée et le kayak de mer (Azul Diving Center).

## Géographie
Caniçal se situe à l´extrémité est de l´île, à 30 km de Funchal, la capitale. Sa localisation est à proximité de la pointe Saint-Laurent, point extrême à l’est de l’île formé de falaises dominant l’océan.
Ce site abrite de nombreuses espèces marines comme la baleine ou le loup de mer[Lequel ?] à découvrir en bateau ou en plongée.

## Climat
Le climat est de type océanique subtropical, avec de faibles variations thermiques annuelles. L'hiver est très doux et humide et l'été chaud et sec.
La pluie tombe surtout en hiver mais des averses peuvent aussi survenir en été. Les températures l'hiver sont comprises entre 13 et 19 °C et l'été entre 20 et 26 °C. De la bruine peut survenir en toute saison. Le vent peut souffler fort par moments.
| Mois                                | jan.  | fév.  | mars  | avril | mai   | juin | jui.  | août  | sep. | oct.  | nov. | déc.  | année |
| ----------------------------------- | ----- | ----- | ----- | ----- | ----- | ---- | ----- | ----- | ---- | ----- | ---- | ----- | ----- |
| Température minimale moyenne (°C)   | 13,1  | 12,8  | 13    | 13,4  | 14,6  | 16,5 | 18    | 18,9  | 18,9 | 17,6  | 15,6 | 13,9  | 15,5  |
| Température maximale moyenne (°C)   | 19,1  | 19,1  | 19,5  | 19,6  | 20,9  | 22,3 | 24,3  | 25,6  | 25,7 | 24,2  | 22   | 20    | 21,9  |
| Ensoleillement (h)                  | 167,4 | 171,1 | 204,6 | 225   | 213,9 | 198  | 244,9 | 260,4 | 225  | 204,6 | 168  | 164,3 | 2 447 |
| Précipitations (mm)                 | 103   | 87    | 64    | 39    | 19    | 12   | 3     | 3     | 37   | 75    | 101  | 100   | 643   |
| Nombre de jours avec précipitations | 12    | 11    | 6     | 8     | 5     | 3    | 1     | 2     | 6    | 9     | 11   | 13    | 87    |